# Игги Арбакл
«Игги Арбакл» (англ. Iggy Arbuckle) — канадский мультсериал, созданный компаниями Teletoon и Blueprint Entertainment, и повествующий о приключениях свиньи-рейнджера по имени Игги Арбакл и его друзей. Игги хранит национальный парк под названием Кукамунга, защищая его при случае от зубатки по имени Кэтфиш Стю, и иногда не слишком добропорядочных туристов. Он и его друзья постоянно оказываются в сложных и смешных ситуациях, помочь выйти из которых Игги считает своим долгом.
Создатель мультсериала, Гай Вэсилович, взял за основу сериала своё детство, прошедшее в маленьком городке под названием Томагавк, находящемся в штате Висконсин. Стиль анимации — Adobe Flash.

## Местность

Кукамунга

Все события мультсериала происходят в уникальном национальном парке Канады под названием «Кукамунга» — спокойном, миролюбивом месте, населённом антропоморфными животными. Ниже перечислены основные зоны, присутствующие в Кукамунге:
- Старая трясина (англ. All Agog Bog) — просто болото;
- Старый валун (англ. Big Honkin' Boulder) — скала в пустыне. Часто используется для скалолазания;
- Брейнфриз (англ. Brain Freeze — мозгоморозильщик) — пародия на Исландию. В центре находится Северный Полюс;
- Старый гейзер (англ. Geezer Geyser) — место, где можно отдохнуть в горячем источнике или найти окаменелость;
- Хибби-Джибби Форест (англ. Heebie-Jeebie Forest) — лес;
- Хисабисс (англ. Hissabyss — шипящая бездна) — каньон, полный ядовитых змей;
- Озеро Готталоттауотта (англ. Lake Gottalottawatta) — большое озеро посреди парка, часто используется Стю в качестве места для плавания;
- Пляж Манго Танго (англ. Mango Tango Beach) — пляж в Гавайском стиле, на нём часто можно найти красивых, но очень агрессивных (в одной серии Игги называет их заезжей знаменитости самыми опасными существами в Кукамунге) розовых фламинго;
- Майн-олл-Майн (англ. Mine-all-Mine — «шахта всё моё», «всё, всё моё») — старая шахта, расположенная в пустыне;
- Муснакл (англ. Mooseknuckle) — маленький городок, в котором имеют место большинство историй, происходящих в сериале. Расположен в центре парка;
- Гора Кабум (англ. Mount Kaboom) — вулкан, по словам Игги являющийся спящим, хотя на самом деле он часто находится на грани извержения;
- Гора Пикабуу (англ. Mount Peekaboo) — большая гора, с которой открывается хороший вид на Кукамунгу; также используется для скалолазания;
- Насти Нарл (англ. Nasty Gnarl — ужасные заросли) — лес, содержащий огромные заросли колючих кустов;
- Старый Верующий (англ. Old Reliable) — гейзер, использующийся местными жителями вместо прачечной;
- Змеиный проход (англ. Rattler’s Pass) — извилистый каньон, в котором растут кусты можжевельника;
- Река Вууш (англ. River Whoosh) — река, впадающая в озеро Готталотаватта;
- Колючее ущелье — ущелье, поросшее колючими кустами, находится рядом с Насти Нарл;
- Дождевой лес — очередной лес, на этот раз — дождевой.

## Легенды и истории
- Старейшая из легенд, упоминаемая в сериале — легенда о духе по имени «Йони Йомпэлот», создавшем парк и Великого Бамзини. Согласно ей, три охотника за мехами поймали Йони, но он пообещал выполнить по три желания каждого из них, и они его отпустили, за что и поплатились: Йони наложил на них проклятье, и теперь они вынуждены сидеть друг у друга на плечах всё время (в виде говорящего тотема).
- Другой известной легендой является легенда о «Лимонном Кризисе», разразившемся в Кукамунге в 1712 году. Озеро Готталоттауотта находилось на торговом пути, и однажды, в нём потерпел крушение корабль, гружённый лимонами. В одном из эпизодов Джиггерс, Кайра и Игги подняли его со дна и превратили в музей.
- Ещё одна легенда повествует о золотоискателе по имени «Саурдогг Салли», работавшем на шахте Майн-олл-Майн в течение двенадцати лет, пока не заметил, как его лучший друг тайком выносит из шахты слиток золота. После этого Салли проклял всё золото в этой шахте, сказав при этом: «Пусть сама природа обрушится на того, кто смеет похитить моё золото»!

## Обычаи
- В честь Йони Йомпэлота, создателя Кукамунги, проводится ежегодный праздник — «День Йони Йомпэлота», в который каждый должен хотя бы один раз кого-нибудь разыграть (праздник является более чем явной пародией на 1 апреля).
- Другой праздник проводится в период ежегодной миграции бабочек; в эти дни все дома в Мууснакле украшаются картинками бабочек и живыми цветами.
- «Большой Пир Кукамунги» — недавно появившийся праздник урожая фруктов овощей, проводящийся осенью. По идее Игги и Джиггерса, в этот день все наряжаются в костюмы и устраивают большой пир из лучших плодов, выращенных в Кукамунге. Праздник является пародией на День Благодарения.
- Персонажи мультсериала играют в игру под названием «Каноэ со сладостями». Её общий смысл заключается в том, чтобы наполнить миниатюрное каноэ, балансирующее на острой подставке, конфетами так, чтобы оно при этом не упало.

## Персонажи
Большинство персонажей мультсериала являются антропоморфизированными («очеловеченными») версиями животных, но тем не менее, есть и дикие (опасные) животные, понимающие язык «очеловеченных» персонажей. Ниже приведён список основных персонажей и их описание:

### Игги Арбакл
Игги — протагонист сериала, носит униформу рейнджера и большую шляпу с рейнджерским значком на ней. Его дом находится на высоком дереве, в котором он живёт вместе со своим лучшим другом — Джиггерсом.
Характер
Игги добр, активен, отзывчив, весел и разговорчив. Он всегда готов помочь своим друзьям, оказавшимся в беде или просто в трудной ситуации. Он твёрдо стоит за свои убеждения и всегда готов доказать свою правоту.
Игги немного скептичен, но несмотря на это, он верит в удачу, и носит с собой зубочистку по имени Освальд в качестве талисмана. Ему также нравится читать детективные истории, что однажды приводит его к проведению собственного расследования. Самым большим страхом Игги являются расставание с Кукамунгой и жизнь в большом шумном городе.
Работа
Игги является потомственным хранителем Кукамунги, и обязан поддерживать в ней порядок. Сэр Перси Нибблмор, однако, утверждает, что полномочия Игги распространяются только на сушу Кукамунги.
Походное чудо
У Игги есть особый универсальный инструмент, внешне похожий на складной нож, но содержащий гораздо больше, чем только это, например: свисток для призыва орлов, мотор для лодки, топор, лопата и т.д. Джиггерс часто добавляет новые устройства в Походное чудо, например — отслеживающие устройство.
Отношения
Игги является добрым ко всем существам в Кукамунге (даже к Стю, когда он не делает ничего гадкого), но наиболее близкие отношения у него с его лучшим другом Джиггерсом: они работают вместе, называют друг друга «Игг и Джигг», живут в одном доме и т. д. Вторым лучшим другом Игги является бурундучиха Зуп, к которой он часто приходит, если ему нужна какая-нибудь вещь, или он просто проголодался. Недавно он подружился и с Кайрой, которая иногда помогает ему в решении проблем.

### Джиггерс
Джиггерс — лучший друг и напарник Игги Арбакла, помогающий ему следить за парком и разрабатывать новые устройства для облегчения выполнения ежедневной работы. Они часто спорят друг с другом, но при этом остаются лучшими друзьями. Джиггерс много времени проводит в доме Игги на дереве, однако ночью спит в своей норе у подножия этого же дерева. В норе Джиггерс хранит личные вещи, а над кроватью бобра висит фотография, на которой запечатлены Игги и Джиггерс.
Характер
Джиггерс довольно ленив, он не любит делать то, что считает лишним, и обожает спать у себя дома, и он обожает плюшки, которые готовит Зууп, и любит поворчать. Джиггерс прекрасный механик и скульптор по дереву, из-за чего он сильно гордится своими зубами. У Джиггерса также есть сильный хвост, способный создавать ветряные потоки и прорывать ямы, но из-за аллергии на многие объекты, и большое количество фобий, он слегка труслив. Несмотря на все свои недостатки, Джиггерс остаётся хорошим изобретателем и помощником, а также надёжным другом.
Работа
Как и Игги, Джиггерс является рейнджером парка (как факт, он и Игги — единственные рейнджеры парка), и воспринимает свою работу всерьёз, помогая Игги и остальным обитателям парка. Живёт он в том же доме, что и Игги, и поэтому проблем с связью с ним он не имеет (это помогает им быстрее решать проблемы — если что-то случится, им не нужно будет проделывать долгий путь друг до друга).
История
По прибытии в Мууснакл Джиггерс устроился на работу к Стю, в качестве одного из его помощников. Игги начал пристально следить за Джиггерсом, и, когда Стю приказал Джиггерсу вырубить все деревья в парке, Игги сумел убедить его прислушаться к природе, и не рубить деревья. После этого случая, Джиггерс уволился от Стю, и перешёл работать рейнджером вместе с Игги.
Отношения
Для Джиггерса, Игги — лучший друг, с которым они живут вместе и проводят большую часть времени. К Зууп он относится как к подруге, а с Кайрой у них есть много общего — они оба любят разгадывать кроссворды, лазать по скалам, отдыхать в тишине и многое другое.

### Зууп
Зууп — лучшая подруга и поставщик провизии для Игги и Джиггерса. Она заправляет магазинчиком «У Зупп», и имеет свой собственный сад, где выращивает овощи и фрукты.
Характер
Зууп — невероятно добрая, заботливая, весёлая и терпеливая бурундучиха, заправляющая магазинчиком всякой всячины, и пропагандирующая мир и спокойствие как путь к совершенству. Судя по наличию у неё собственного магазина и некоторым другим признакам, она живёт в Мууснакле уже долгое время. Она немного младше Джиггерса и Игги, но это никак не означает, что она чем-то хуже их — она одна из самых мудрых жителей Мууснакла. Она атлетична, занимается медитацией, йогой, и очень редко сердится или злится.
Работа
Зууп является владельцем магазинчика «У Зууп», в котором она продаёт практически всё — от горячей еды и напитков до зубочисток и прочей мелочи. Её магазинчик также является местным салоном красоты.
История
Немного известно о её прошлом, но некоторое факты раскрыты в эпизоде «Запахи и чувствительность»: в детстве, она вместе со своим отцом (который в воспоминаниях похож на хиппи) красила футболки в ежевичном соке, и часто устраивала чаепития с своей мамой; Зууп была во многих частях света, например, в Китае, а во время путешествия в Южную Америку она научилась вязать гамаки.
Отношения Для Джиггерса, Кайры и многих других обитателей парка она является хорошей подругой, будучи всегда готовой оказать духовную и материальную поддержку. Для Игги она является лучшей подругой уже долгое время, помогая ему в его планах, проблемах и неудачах.

### Кайра
Кайра лишь недавно переехала в Мууснакл, прежде она жила в большом городе, и поэтому многого не знает о Кукамунге, её легендах и особенностях, и часто помогает другим персонажам, чтобы побыстрее освоиться в парке.
Характер
Кайра очень весёлая, игривая и забавная. Она, как и Джиггерс обожает архитектуру, скалолазание, просмотр видеофильмов и кроссворды. Она изобретательна, как это видно в эпизоде «Сомнительное божество / История с ягодами», где она устраивается поваром к Стю, чтобы вернуть украденные им ягодные кусты.
Работа
Кайра является управляющим туристического музея и местного музея, последний был перенесён в корпус поднятого со дна озера корабля.
Отношения
С Игги, Зууп и многими другими обитателями Мууснакла Кайра находится в дружеских отношениях.

### Спифф
Спифф — мастер по уборке мусора, посвятивший этому всю свою жизнь. Он настолько искусен, что может ловить мусор на лету, натыкая его на свою остроконечную палку.
Характер
Спифф невероятно ворчлив и очень замкнут, что можно расценивать как последствия выбранной им работы. Он редко общается с кем-либо, обычно он просто собирает мусор, и в чужие дела вмешивается редко. Спифф живёт в Мууснакле давно, поэтому прекрасно знает окрестности и секреты Кукамунги.
Работа
Как уже было сказано, Спифф — собиратель мусора, и очень гордится своей работой. В эпизоде «Путь скунса / Я сражался с сушилкой» он даже сражается с роботом, построенным, что помочь Спиффу в его работе, но вышедшим из строя. Спифф редко влипает в неприятности, и как правило редко помогает Игги и остальным в каких-либо замыслах.
Отношения
Для Игги, Джиггерса и Кайры, Спифф — просто скунс, выполняющий свою работу, а с Зууп они иногда даже ссорятся, потому что он считает её заботу о растениях и животных — глупостью.

### Стю
Стюарт Кэтфиш — главный антагонист мультсериала, постоянно вынашивающий планы по обогащению, путём эксплуатации Кукамунги.
Характер
Стю — алчная рыба-зубатка, готовая пойти на всё, чтобы превратить Кукамунгу в «механизм» для выкачивания денег из туристов. Из-за этого у него часто возникают конфликты с другими обитателями парка, в основном — с Игги и Джиггерсом. Стю является гурманом, и откровенно издевается над Зууп и её натуральными, здоровыми, вегетарианскими блюдами. Несмотря на свои мечты о шике, в обычной жизни он мелочится, например, покупая бывшие в употреблении гребные лодки, и пряча их у себя на складе (чтобы никто их не трогал).
Работа
Стю держит «Лагерь приключений», и мечтает превратить его в самое прибыльное место отдыха на Земле, либо спилить все деревья в Кукамунге и построить на их месте торговый центр или водный парк. На его пути есть только одна серьёзная преграда — Игги Арбакл.
Семья
У Стю есть мать по имени Стелла и младший брат по имени Стенли, чей знак зодиака — Рыбы. Стелла появляется в эпизоде «Доброта рейнджеров», Стенли же показан только на фотографии, привезённой ею. У Стю также есть плюшевый осьминог по имени Легси, с которым он спит в обнимку каждую ночь, и при потере которого он начинает сильно паниковать.
Отношения
Большинство обитателей парка видят в Стю врага, так как он бесконечно пытается разорить природные богатства Кукамунги. Единственные, кто до сих пор на него работают — хорьки Робе́р и Роберт.

### Робер и Роберт
Робер и Роберт — слуги Стю. Их часто называют «Братья хорьки» или просто «Хорьки». Они выполняют все приказы Стю, делая за него грязную работу. Один из них (Робер) говорит с Французским акцентом, носит берет, белую футболку с красными полосами и синие джинсы. Другой (Роберт), носит голубую рубашку и синие джинсы.
Характеры
И Робер, и Роберт любят красть вещи, желая угодить Стю. Робер умён, хитёр, изобретателен и считает своим святым долгом выполнять приказы Стю. Находчивость Робе́ра в полной мере проявляется в эпизоде «Запахи и чувствительность», где он делает вид, что помогает Игги и Джиггерсу найти ингредиенты для одеколона, который они собираются подарить Зууп на День Рождения; после этого он намеревался поменять флаконы, и подарить созданный одеколон Стю. Роберт же гораздо глупее, и совершенно не умеет хранить секреты.
Работа
Робер и Роберт работают на Стю, и постоянно получают от него замечания по поводу их «лени» (несмотря на то, что они работают не покладая рук, лишь бы Стю был доволен ими). Они иногда уходят от него из-за постоянных издевательств над ними, но всегда возвращаются назад из-за своей преданности.
Братские взаимоотношения
Раньше они очень хорошо ладили друг с другом, но их отношения ухудшились со временем. Тупость Роберта действует Робе́ру на нервы, и их споры часто превращаются в настоящие драки. Робе́р считает себя лучше Роберта, о чём часто говорит вслух.

### Великий Бамзини
Великий Бамзини — статуя в центре города. Когда-то была тремя охотниками, но их покарал дух. Даёт всем советы.